# Marino (homem claríssimo)
Marino (em latim: Marinus; em grego: Μαρίνος; romaniz.: Marínos) foi um cortesão bizantino do século VI, ativo no reinado do imperador Maurício (r. 582–602), conhecido a partir de menções na correspondência do papa Gregório I (r. 590–604). Vivia em Constantinopla e é possível que tenha sido filho ou genro de Narses e sua provável esposa Hesíquia. Também é possível que tenha sido o irmão mais novo de Teodoro e Alexandre. Propõe-se que tenha sido homem claríssimo, o que significa que era membro do senado. Não deve ser confundido com o homônimo, citado na mesma correspondência, pois detinha a distinção de homem magnífico, que era conferido a oficiais seniores e, portanto, pessoas com mais idade.